# Апоколипс
Апоколипс (англ. Apokolips) — это вымышленная планета, которая появляется в комиксах, издаваемых DC Comics. Планетой управляет Дарксайд, созданный в сериале Джека Кирби «Четвертый мир» и являющийся неотъемлемой частью многих историй вселенной DC. Апоколипс считается противоположностью планеты Новый Генезис.
Апоколипс — большая планета, целиком покрытая городом (экуменополисом). Это печально известное унылое место, где рабские Голодные Псы (граждане низкого класса) без конца трудятся, чтобы наполнить Энергетические Ямы, которые снабжают мир светом и энергией. И Апоколипс, и Новый Генезис существуют в другом плане существования, нежели обычная Вселенная DC, расположенная недалеко от Источника, из которого произошли Старые и Новые Боги.
Апоколипс представляет собой несостоятельное общество. Как пишет Джек Миссельхорн: «Никто на Апоколипсе не развивается духовно, потому что нет любви. Это застойное общество, его жители живут в невежестве, наследие угнетения».
Доступ к Апоколипсу или Новому Генезису обычно требует путешествия, известного как «Boom Tube», портала, создаваемого устройством, известным как Материнский куб. В некоторых версиях стреловая труба фактически преобразует размер проходящих существ в пропорции, соответствующие месту назначения, то есть, когда Новый Бог переходит с Апоколипса (или Нового Генезиса) на Землю, он уменьшается в размерах, а кто-то увеличивается. Если кто-то каким-то образом достигнет Четвертого мира другими способами, он обнаружит, что его обитатели — гиганты.

## Население
Население — забитая толпа, в том числе многие из них были похищены из других миров, прежде чем их «сломали». Большую часть населения называют Низшими или Голодными Псами, лысая и устрашающая раса, не имеющая чувства собственного достоинства или ценности, но тем не менее, по-своему, такие же боги, как и те, кто правит планетой. Низшие подвергаются постоянному насилию, которое заканчивается только их смертью. Далее идут Парадемоны, которые служат хранителями порядка на планете. Выше Парадемонов находятся Женские Фурии, личная охрана Дарксайда. Они наделены неестественной силой и долголетием и либо обучаются своему положению в Фуриях с рождения, либо продвигаются по службе из рядов генерала войск Апоколипса. Лидерами Фурий являются Бабушка Доброта, которая выглядит как матронная старуха, будучи самым могущественным из стражников, и Канто, который занимает уникальное положение как главный убийца Дарксайда. Главный стражник, Большая Барда, занимал третью должность при Бабушке, которая не пополнялась с момента ее бегства из группы. Глубоко под Армагетто продолжают жить безжизненные формы Древних Богов, известные как Дрегги.
Апоколипсом управляет Дарксайд как его теократический бог / деспот, но он делегирует большую часть фактического повседневного управления своему советнику ДеСааду. У Дарксайда нет реальных претендентов на трон Апоколипса, кроме похожего на жука Богомола, хотя его сыновья Орион, Грейвен и Калибак также являются потенциальными претендентами. Дарксайд проклят глупостью Грейвена и Калибака и служением Ориона во имя добра. Однажды Орион временно узурпировал трон Апоколипса у своего отца, пока не пришел в себя и не вернулся на Новый Генезис. Предсказано, что Орион свергнет Дарксайда. В Kingdom Come выясняется, что свержение Дарксайда не приведет к серьезным изменениям на Апоколипсе, поскольку зло Апоколипса исходит от самого зла, а не от Дарксайда.

## География
На Апоколипсе есть разные места:
- Армагедда — один из многих грязных районов Апоколипса, населенный Голодными Псами и патрулируемый Парадемонами.
- Армажетто
- Дворец Дарксайда — здесь живет Дарксайд.
- Сад надежды — единственное красивое место на Апоколипсе, где растут растения. Именно здесь проживает предвидящая Пифия, охраняющая оракул Дарксайда. Дарксайд обычно посещает этот район, когда испытывает стресс[10].
- Приют Бабушки Доброты — это тренировочный центр, где Бабушка Доброта обучает детей Апоколипса, чтобы они стали могучими воинами.
- Дом счастья
- Некрополь — это подземный лабиринт, расположенный на Апоколипсе, дом Дреггов, последних выживших Древних Богов. Дрегги пережили раскол Ургрунда, но лишились разума. Ниже Некрополя находятся Черные Пути, лабиринт, который был тюрьмой Сириуса, одного из немногих последних выживших Древних Богов, теперь запертого в форме большого волка. Сириус пожертвовал собой, чтобы спасти жизнь Ориона, как показано в Orion #10 (март 2001). В Некрополе были найдены мощные артефакты, созданные древними богами. Меч, найденный в руинах Асгаарда, ненадолго дал Джону Хедли сверхчеловеческие силы, которые он использовал, чтобы бросить вызов Ориону в New Gods #16 (май 1990). В другой экспедиции Калибак обнаружил Громовой пояс, устройство, которое увеличило его силу и долговечность (и которое было прямой данью уважения поясу силы Тора). Новое Бытие также разрушило города со времен Древних Богов. Лонар нашел своего мистического боевого коня Громовержца в одном из этих руин. Они встретили Одина из-за какого-то бизнеса, такого как рынок черных молний, который мог быть источником для людей Асгаарда.
- Террорий

## Технический прогресс
Апоколипс находится на одном уровне с Новым Генезисом с точки зрения технического прогресса. Благодаря своим технологиям они являются вершиной могущества в большей части Вселенной и могут опустошать галактики когда захотят. Технологии Апоколипса иногда не уступают технологиям, используемым Брейниаком. Кроме того, технологии Апоколипса являются источником беспрецедентных страданий во Вселенной, поскольку планета регулярно вооружает злые группы передовыми технологиями, чтобы усилить свое влияние (и страдания) во всей Вселенной. Технология Апоколипса использовалась Бруно Мангеймом и его организацией Intergang в комиксах о Супермене. Это была сделка между Дарксайдом и Метроном, которая послужила причиной изобретения «Стреловой трубы» с использованием «Элемента X», который можно было найти только на Апоколипсе. Броня «Энтропия Эгида», которую Сталь использовала для победы над Империексом, была технологией Апоколипса, как и второй комплект брони Дмитрия Пушкина.

## Другие версии

### Дарксайд / Галактус: Голод
Во время межфирменного перехода DC Comics и Marvel Comics Галактус посетил Апоколипс, но не смог питаться на планете, так как вся жизненная сила, которая там обитала, либо ушла на Новый Генезис, либо давно сгорела на кострах.

## Вне комиксов

### Телевидение
- Последние два сезона Super Friends[англ.] были с участием Апоколипса. Это было показано в различных эпизодах Super Friends: The Legendary Super Powers Show[англ.] и The Super Powers Team: Galactic Guardians[англ.].
- «Четвертый мир» Джека Кирби был широко показан в последнем сезоне «Супермена: мультсериал» с Апоколипсом в качестве основного сеттинга в нескольких эпизодах. В последнем эпизоде «Наследие» Супермен столкнулся с Дарксайдом в битве и фактически сверг его как правителя и освободил народ Апоколипса, только чтобы увидеть, как граждане помогают Дарксайду оправиться от ран из-за божественной преданности.
- В сериале Лига справедливости Дарксайд попросил помощи у Лиги, когда компьютерный Брейниак атаковал Апоколипс. Позже это раскрывается как трюк с целью поймать Супермена, чтобы Брейниак мог стать органическим существом. Тем не менее, Дарксайд получает контроль над Брейниаком и пытается использовать его, чтобы решить Уравнение Антижизни, но Дарксайд погибает, когда астероидная база Брейниака взрывается. В продолжении сериала, Безлимитная Лига Справедливости, Апоколипс погрузился в гражданскую войну после смерти Дарксайда между двумя своими генералами, Бабушкой Добротой и Вирманом Вундабаром. Вундабар захватывает старшего сына Дарксайда Калибака, но позже Калибак заключается в тюрьму на Земле. Лига надеется, что обе стороны уничтожат друг друга, чтобы ни одна из них не могла угрожать Земле или Вселенной. Но когда Дарксайд был воскрешен Лексом Лютором, он вернулся на Апоколипс, чтобы подтвердить свое правление, быстро положив конец гражданской войне. Затем он приказывает своим силам атаковать Землю, чтобы отомстить Супермену, а затем отправиться на Новый Генезис. Затем силы Апоколипса пришли на Землю через ГУ. Лига Справедливости, временно объединившаяся с Тайным обществом суперзлодеев, борются с ними. Когда Дарксайд и Лютор, казалось бы, погибли, сложили руки на Уравнении Антижизни, силы Апоколипса отступили обратно в свой дом и, возможно, были атакованы силами Нового Генезиса за нарушение пакта Верховного Отца с Дарксайдом или без Дарксайда. Объединение их, вернет к гражданской войне за контроль над Апоколипсом.
- В сериале Тайны Смолвиля на Апоколипса ссылаются, когда кузина Кларка Кента Кара объясняет Оливеру Куину, что подобный символу язык, изображенный на стенах пещеры, является апоколиптовским по своей природе. Настоящая планета появляется в финале сериала, в котором Дарксайд пытается врезаться в Землю, пока Кларк, ставший Суперменом, не побеждает Дарксайда и не выталкивает Апоколипса обратно в космос.
- В мультфильме Супермен/Бэтмен: Апокалипсис, записанном прямо на DVD, Апоколипс был отмеченным местом, где Дарксайд поставил Кара Зор-Эл под свое командование.
- Апоколипс упоминается в эпизоде Юной Лиги Справедливости «Беспорядок». В конце концов он появился в «Финале», где был местом сбора Вандала Сэвиджа, Дарксайда, Дж. Гордона Годфри и ДеСаада.
- Апоколипс появляется в Лиге Справедливости: Действие[англ.].
- Апоколипс показан в эпизоде Харли Квинн «Внутренние (пара)демоны». Главная героиня сериала и ее команда путешествуют туда, используя украденный Материнский куб, чтобы найти аудиенцию у Дарксайда и получить контроль над его армией Парадемонов для защиты от GCPD, что они и делают после того, как она и доктор Психо убивают Бабушку Доброту.

### Фильмы
- Апоколипс появляется в Супермене/Бэтмене: Апокалипсис, Лиге Справедливости: Война, Господстве Суперменов и Тёмной Лиге Справедливости: Война Апоколипса[англ.].
- Апоколипс упоминается Нокаутом[англ.] в Отряде самоубийц: Строгое наказание.
- Апоколипс появляется в Лиге справедливости Зака Снайдера.

### Видеоигры
- Апоколипс играет эпизодическую роль в видеоигре Superman: Shadow of Apokolips, где Дарксайд и Канто наблюдают за действиями Интерганды с Суперменом и Металло.
- Апоколипс упоминается в Justice League Heroes, где Дарксайд использует Материнский куб, чтобы превратить Землю в Новый Апоколипс. Супермена держат на Земле, чтобы увидеть, что случилось с Землей. Как только Дарксайд побежден, Затанна просит Материнского куба вернуть Землю в ее первоначальное состояние.
- Апоколипс появляется в DC Universe Online, его можно увидеть снаружи двух инстансов, дома счастья и военной фабрики Дарксайда, где вы столкнетесь со многими апоколиптами.
- Апоколипс широко показан в LEGO DC Super-Villains как финальная битва между Дарксайдом, его силами и Лигой Справедливости и Легионом Судьбы[англ.], а также в качестве альтернативного места после завершения игры.